# Onorevole DJ
Onorevole DJ è stato un programma radiofonico di intrattenimento, andato in onda dal lunedì al venerdì su RTL 102.5 dalle 23 all'una, condotto da Carletto e Francesca Cheyenne. Originariamente condotto da Pierluigi Diaco in fascia notturna (23-01), per un breve tempo la conduzione è passata a Matteo Maffucci, e poi per alcuni anni il programma non è andato in onda. È tornato on air nell'estate 2006 nella fascia oraria 00-03 con lo storico conduttore Pierluigi Diaco, dall'autunno dello stesso anno affiancato da Barbara Sala e da settembre 2008 da Jolanda Granato. Da settembre 2010 il programma guadagnava un'ora in più e viene diviso in due parti distinte: la prima dalle 23 all'una con Pierluigi Diaco e Jolanda Granato, la seconda dall'una alle 3 di notte chiamata Onorevole DJ di notte, il primo spin-off della trasmissione originale, condotto da Myriam Fecchi e Armando Piccolillo. A partire da marzo 2014 Jolanda Granato fu sostituita da Federica Gentile. Da marzo 2016, a seguito dello spostamento di Pierluigi Diaco in Non Stop News, subentra alla conduzione Federico Vespa. Dopo essere andato in onda da settembre 2014 ad agosto 2016 dalle 19 alle 21, da settembre 2016 a luglio 2021 è tornato nella fascia 23-01, condotto da Carletto e Francesca Cheyenne. Dal 2020 al 23 luglio 2021 il programma è stato condotto da Francesca Cheyenne e Cristina Borra. Dal 26 agosto 2021, il programma è stato sostituito da I nottambuli, condotto inizialmente solo da Davide Damiani e Federico Pecchia, e dal 30 agosto anche da Cristina Borra. 
Era anche in radiovisione sul canale 736 di Sky e sul canale 36 del Digitale terrestre e della piattaforma Tivùsat.